# Болгарія на зимових Олімпійських іграх 2006
Болгарія брала участь у цих іграх всімнадцяте. Олімпіада принесла болгарам три медалі — одне срібло та дві бронзи. Це був один з найкращих виступів команди за всі роки участі у таких змаганнях.

## Медалісти
- Шорт-трек, жінки, 500 м — Євгенія Раданова (срібло)